# 5 Korpus Kawaleryjski
5 Korpus Kawaleryjski Imperium Rosyjskiego (ros. 5-й кавалерийский корпус) – jeden ze związków operacyjno-taktycznych Imperium Rosyjskiego w czasie I wojny światowej. Rozformowany na początku 1918 r. 

## Podporządkowanie
- 8 Armii (1 września 1915 - 15 października 1916)
- 9 Armii (20 października 1916 - 8 czerwca 1917)
- 7 Armii (od 16 czerwca 1917)
- 11 Armii (23 lipca - 18 października 1917 oraz 1 listopada - 1 grudnia 1917)

## Dowódcy Korpusu
- gen. lejtnant l. N. Wieliaszew (od listopada 1915)